# Chapelle Notre-Dame-de-la-Rivière
La chapelle Notre-Dame-de-la-Rivière, aussi appelée chapelle des Marais, est un édifice religieux de la commune de Domloup, dans le département d’Ille-et-Vilaine, en région Bretagne.

## Localisation
Cette chapelle se trouve au centre du département et au sud de la commune de Domloup. Elle se situe le long de la route départementale D 39, la route de Nouvoitou, et la rivière l'Yaigne coule en contrebas.

## Historique
Édifiée sur une paroisse attestée au XIIe siècle, la chapelle date du XVe siècle.
Elle est inscrite au titre des monuments historiques depuis le 5 décembre 1973,,.